# Lijst van planetoïden 10901-11000
Dit is een lijst van planetoïden 10901-11000. Voor de volledige lijst zie de lijst van planetoïden.
Stand per 27 februari 2023. Afgeleid uit data gepubliceerd door het Minor Planet Center.
| Naam                   | Voorlopige naamgeving | Datum ontdekking  | Ontdekker                                              |
| ---------------------- | --------------------- | ----------------- | ------------------------------------------------------ |
| (10901) -              | 1997 WS21             | 30 november 1997  | T. Kobayashi                                           |
| (10902) -              | 1997 WB22             | 25 november 1997  | Beijing Schmidt CCD Asteroid Program                   |
| (10903) -              | 1997 WA30             | 24 november 1997  | S. Ueda, H. Kaneda                                     |
| (10904) -              | 1997 WR31             | 29 november 1997  | LINEAR                                                 |
| (10905) -              | 1997 WB38             | 29 november 1997  | LINEAR                                                 |
| (10906) -              | 1997 WO44             | 29 november 1997  | LINEAR                                                 |
| (10907) Savalle        | 1997 XG5              | 6 december 1997   | ODAS                                                   |
| (10908) Kallestroetzel | 1997 XH9              | 7 december 1997   | ODAS                                                   |
| (10909) -              | 1997 XB10             | 5 december 1997   | A. Sugie                                               |
| (10910) -              | 1997 YX               | 20 december 1997  | T. Kobayashi                                           |
| (10911) Ziqiangbuxi    | 1997 YC1              | 19 december 1997  | Beijing Schmidt CCD Asteroid Program                   |
| (10912) -              | 1997 YW5              | 25 december 1997  | T. Kobayashi                                           |
| (10913) -              | 1997 YE14             | 31 december 1997  | T. Kobayashi                                           |
| (10914) Tucker         | 1997 YQ14             | 31 december 1997  | P. G. Comba                                            |
| (10915) -              | 1997 YU16             | 29 december 1997  | Beijing Schmidt CCD Asteroid Program                   |
| (10916) Okina-Ouna     | 1997 YB17             | 31 december 1997  | N. Sato                                                |
| (10917) -              | 1998 AN               | 5 januari 1998    | T. Kobayashi                                           |
| (10918) Kodaly         | 1998 AS1              | 1 januari 1998    | Spacewatch                                             |
| (10919) Pepíkzicha     | 1998 AQ8              | 10 januari 1998   | L. Šarounová                                           |
| (10920) -              | 1998 BC1              | 19 januari 1998   | T. Kobayashi                                           |
| (10921) Romanozen      | 1998 BC2              | 17 januari 1998   | Madonna di Dossobuono                                  |
| (10922) Thomaslam      | 1998 BG2              | 20 januari 1998   | LINEAR                                                 |
| (10923) Gabrielleliu   | 1998 BM12             | 23 januari 1998   | LINEAR                                                 |
| (10924) Mariagriffin   | 1998 BU25             | 29 januari 1998   | I. P. Griffin                                          |
| (10925) Ventoux        | 1998 BK30             | 28 januari 1998   | P. Antonini                                            |
| (10926) -              | 1998 BF41             | 25 januari 1998   | NEAT                                                   |
| (10927) Vaucluse       | 1998 BB42             | 29 januari 1998   | R. Roy                                                 |
| (10928) Caprara        | 1998 BW43             | 25 januari 1998   | M. Tombelli, G. Forti                                  |
| (10929) Chenfangyun    | 1998 CF1              | 1 februari 1998   | Beijing Schmidt CCD Asteroid Program                   |
| (10930) Jinyong        | 1998 CR2              | 6 februari 1998   | Beijing Schmidt CCD Asteroid Program                   |
| (10931) Ceccano        | 1998 DA               | 16 februari 1998  | G. Masi                                                |
| (10932) Rebentrost     | 1998 DL1              | 18 februari 1998  | G. Lehmann                                             |
| (10933) -              | 1998 DC24             | 17 februari 1998  | Y. Shimizu, T. Urata                                   |
| (10934) Pauldelvaux    | 1998 DN34             | 27 februari 1998  | E. W. Elst                                             |
| (10935) -              | 1998 EC               | 1 maart 1998      | T. Kobayashi                                           |
| (10936) -              | 1998 FN11             | 22 maart 1998     | Y. Shimizu, T. Urata                                   |
| (10937) Ferris         | 1998 QW54             | 27 augustus 1998  | LONEOS                                                 |
| (10938) Lorenzalevy    | 1998 SW60             | 17 september 1998 | LONEOS                                                 |
| (10939) Maheshwari     | 1999 CJ19             | 10 februari 1999  | LINEAR                                                 |
| (10940) -              | 1999 CE52             | 10 februari 1999  | LINEAR                                                 |
| (10941) Mamidala       | 1999 CD79             | 12 februari 1999  | LINEAR                                                 |
| (10942) Natashamaniar  | 1999 CN83             | 10 februari 1999  | LINEAR                                                 |
| (10943) Brunier        | 1999 FY6              | 20 maart 1999     | ODAS                                                   |
| (10944) -              | 1999 FJ26             | 19 maart 1999     | LINEAR                                                 |
| (10945) -              | 1999 GS9              | 14 april 1999     | Y. Shimizu, T. Urata                                   |
| (10946) -              | 1999 HR2              | 16 april 1999     | Beijing Schmidt CCD Asteroid Program                   |
| (10947) Kaiserstuhl    | 2061 P-L              | 24 september 1960 | C. J. van Houten, I. van Houten-Groeneveld, T. Gehrels |
| (10948) Odenwald       | 2207 P-L              | 24 september 1960 | C. J. van Houten, I. van Houten-Groeneveld, T. Gehrels |
| (10949) Königstuhl     | 3066 P-L              | 25 september 1960 | C. J. van Houten, I. van Houten-Groeneveld, T. Gehrels |
| (10950) Albertjansen   | 4049 P-L              | 24 september 1960 | C. J. van Houten, I. van Houten-Groeneveld, T. Gehrels |
| (10951) Spessart       | 4050 P-L              | 24 september 1960 | C. J. van Houten, I. van Houten-Groeneveld, T. Gehrels |
| (10952) Vogelsberg     | 4152 P-L              | 24 september 1960 | C. J. van Houten, I. van Houten-Groeneveld, T. Gehrels |
| (10953) Gerdatschira   | 4276 P-L              | 24 september 1960 | C. J. van Houten, I. van Houten-Groeneveld, T. Gehrels |
| (10954) Spiegel        | 4545 P-L              | 24 september 1960 | C. J. van Houten, I. van Houten-Groeneveld, T. Gehrels |
| (10955) Harig          | 5011 P-L              | 22 oktober 1960   | C. J. van Houten, I. van Houten-Groeneveld, T. Gehrels |
| (10956) Vosges         | 5023 P-L              | 24 september 1960 | C. J. van Houten, I. van Houten-Groeneveld, T. Gehrels |
| (10957) Alps           | 6068 P-L              | 24 september 1960 | C. J. van Houten, I. van Houten-Groeneveld, T. Gehrels |
| (10958) Mont Blanc     | 6188 P-L              | 24 september 1960 | C. J. van Houten, I. van Houten-Groeneveld, T. Gehrels |
| (10959) Appennino      | 6579 P-L              | 24 september 1960 | C. J. van Houten, I. van Houten-Groeneveld, T. Gehrels |
| (10960) Gran Sasso     | 6580 P-L              | 24 september 1960 | C. J. van Houten, I. van Houten-Groeneveld, T. Gehrels |
| (10961) Buysballot     | 6809 P-L              | 24 september 1960 | C. J. van Houten, I. van Houten-Groeneveld, T. Gehrels |
| (10962) Sonnenborgh    | 9530 P-L              | 17 oktober 1960   | C. J. van Houten, I. van Houten-Groeneveld, T. Gehrels |
| (10963) van der Brugge | 2088 T-1              | 25 maart 1971     | C. J. van Houten, I. van Houten-Groeneveld, T. Gehrels |
| (10964) Degraaff       | 3216 T-1              | 26 maart 1971     | C. J. van Houten, I. van Houten-Groeneveld, T. Gehrels |
| (10965) van Leverink   | 3297 T-1              | 26 maart 1971     | C. J. van Houten, I. van Houten-Groeneveld, T. Gehrels |
| (10966) van der Hucht  | 3308 T-1              | 26 maart 1971     | C. J. van Houten, I. van Houten-Groeneveld, T. Gehrels |
| (10967) Billallen      | 4349 T-1              | 26 maart 1971     | C. J. van Houten, I. van Houten-Groeneveld, T. Gehrels |
| (10968) Sterken        | 4393 T-1              | 26 maart 1971     | C. J. van Houten, I. van Houten-Groeneveld, T. Gehrels |
| (10969) Perryman       | 4827 T-1              | 13 mei 1971       | C. J. van Houten, I. van Houten-Groeneveld, T. Gehrels |
| (10970) de Zeeuw       | 1079 T-2              | 29 september 1973 | C. J. van Houten, I. van Houten-Groeneveld, T. Gehrels |
| (10971) van Dishoeck   | 1179 T-2              | 29 september 1973 | C. J. van Houten, I. van Houten-Groeneveld, T. Gehrels |
| (10972) Merbold        | 1188 T-2              | 29 september 1973 | C. J. van Houten, I. van Houten-Groeneveld, T. Gehrels |
| (10973) Thomasreiter   | 1210 T-2              | 29 september 1973 | C. J. van Houten, I. van Houten-Groeneveld, T. Gehrels |
| (10974) Carolalbert    | 2225 T-2              | 29 september 1973 | C. J. van Houten, I. van Houten-Groeneveld, T. Gehrels |
| (10975) Schelderode    | 2246 T-2              | 29 september 1973 | C. J. van Houten, I. van Houten-Groeneveld, T. Gehrels |
| (10976) Wubbena        | 2287 T-2              | 29 september 1973 | C. J. van Houten, I. van Houten-Groeneveld, T. Gehrels |
| (10977) Mathlener      | 3177 T-2              | 30 september 1973 | C. J. van Houten, I. van Houten-Groeneveld, T. Gehrels |
| (10978) Bärbchen       | 4095 T-2              | 29 september 1973 | C. J. van Houten, I. van Houten-Groeneveld, T. Gehrels |
| (10979) Fristephenson  | 4171 T-2              | 29 september 1973 | C. J. van Houten, I. van Houten-Groeneveld, T. Gehrels |
| (10980) Breimer        | 4294 T-2              | 29 september 1973 | C. J. van Houten, I. van Houten-Groeneveld, T. Gehrels |
| (10981) Fransaris      | 1148 T-3              | 17 oktober 1977   | C. J. van Houten, I. van Houten-Groeneveld, T. Gehrels |
| (10982) Poerink        | 2672 T-3              | 11 oktober 1977   | C. J. van Houten, I. van Houten-Groeneveld, T. Gehrels |
| (10983) Smolders       | 3196 T-3              | 16 oktober 1977   | C. J. van Houten, I. van Houten-Groeneveld, T. Gehrels |
| (10984) Gispen         | 3507 T-3              | 16 oktober 1977   | C. J. van Houten, I. van Houten-Groeneveld, T. Gehrels |
| (10985) Feast          | 4017 T-3              | 16 oktober 1977   | C. J. van Houten, I. van Houten-Groeneveld, T. Gehrels |
| (10986) Govert         | 4313 T-3              | 16 oktober 1977   | C. J. van Houten, I. van Houten-Groeneveld, T. Gehrels |
| (10987) -              | 1967 US               | 30 oktober 1967   | L. Kohoutek                                            |
| (10988) Feinstein      | 1968 OL               | 28 juli 1968      | Felix Aguilar Observatory                              |
| (10989) Dolios         | 1973 SL1              | 19 september 1973 | C. J. van Houten, I. van Houten-Groeneveld, T. Gehrels |
| (10990) Okunev         | 1973 SF6              | 28 september 1973 | N. S. Chernykh                                         |
| (10991) Dulov          | 1974 RY1              | 14 september 1974 | N. S. Chernykh                                         |
| (10992) Veryuslaviya   | 1974 SF               | 19 september 1974 | L. I. Chernykh                                         |
| (10993) -              | 1975 XF               | 1 december 1975   | C. Torres, S. Barros                                   |
| (10994) Fouchard       | 1978 EU9              | 15 maart 1978     | S. J. Bus                                              |
| (10995) -              | 1978 NS               | 10 juli 1978      | E. F. Helin, E. M. Shoemaker                           |
| (10996) Armandspitz    | 1978 NX7              | 7 juli 1978       | S. J. Bus                                              |
| (10997) Gahm           | 1978 RX7              | 2 september 1978  | C.-I. Lagerkvist                                       |
| (10998) -              | 1978 UN4              | 27 oktober 1978   | C. M. Olmstead                                         |
| (10999) Braga-Ribas    | 1978 VC6              | 7 november 1978   | E. F. Helin, S. J. Bus                                 |
| (11000) -              | 1978 VE6              | 6 november 1978   | E. F. Helin, S. J. Bus                                 |